# Hershey Centre
Hershey Centre je višenamjenski športsko-rekreacijsko-zabavni centar u Kanadi, u Mississaugi, u pokrajini Ontario.
U njoj svoje domaće susrete igraju nogometni klub "Toronto Croatia" i hokejaši "Mississauga St. Michaels Majorsa" iz OHL-a.
Glavna dvorana ima 5400 mjesta, a pored nje postoje i tri dodatna klizališta, namijenjena za sve dobne uzraste hokejaša, sklizača i inih.
Od nešportskih sadržaja, ovdje su se održavali i koncerti, trgovinske izložbe, televizijska i filmska snimanja i ino.